# ITF Saskatoon
Das ITF Saskatoon ist ein Tennisturnier der ITF Women’s World Tennis Tour, das in Saskatoon ausgetragen wird. Veranstaltungsort des Turniers ist der Riverside Badminton and Tennis Club.

## Geschichte
Offizielle Namen der Turniere bis heute:
- 2019–: Saskatoon Challenger

## Siegerliste

### Einzel
| Jahr | Kategorie | Siegerin        | Finalgegnerin   | Ergebnis      |
| ---- | --------- | --------------- | --------------- | ------------- |
| 2019 | W25       | Maddison Inglis | Katherine Sebov | 6:4, 2:6, 6:4 |
| 2022 | W25       | Victoria Mboko  | Madison Sieg    | 6:2, 6:0      |
| 2023 | W60       | Victoria Mboko  | Emina Bektas    | 6:4, 6:4      |

### Doppel
| Jahr | Kategorie | Siegerinnen                   | Finalgegnerinnen              | Ergebnis         |
| ---- | --------- | ----------------------------- | ----------------------------- | ---------------- |
| 2019 | W25       | Hsu Chieh-yu Marcela Zacarías | Haruka Kaji Momoko Kobori     | 6:3, 6:2         |
| 2022 | W25       | Kayla Cross Marina Stakusic   | Kendra Bunch Katarina Kozarov | 6:3, 7:64        |
| 2023 | W60       | Abigail Rencheli Alana Smith  | S. Fung K. Thandi             | 4:6, 6:4, [10:7] |

## Quelle
- ITF Homepage